# عالم كونيات

علم الكونيات عند الحضارة السومرية

عالم كونيات أو عالم الكون (بالإنجليزية Cosmologist) (الفرنسية cosmologiste) هو الباحث المتخصص في علم الكونيات، الذي يركز على بحوث أصل ونشأة وتاريخ وهيكل ومحتويات وتطور الكون، ودراسة البنية الواسعة النطاق للفضاء الكوني، بكل ما فيه من مادة وطاقة كمكان يعيش به الإنسان ويتفاعل معه. ويهتم عالم الكونيات بالإضافة إلى الإجابة عن الأسئلة الأساسية حول بنية الكون ونشأته وتشكله وتطوره، وسبر أغوار الكون وما فيه من أسرار وألغاز فلكية كدراسة الثقوب السوداء وما إلى ذلك، وعلاوة على ذلك يسعى عالم الكونيات إلى محاولة التنبؤ بطريقة نهاية الكون ومساره، من خلال «علم مستقبليات كوني» بطرق «رياضية/فيزيائية» علمية محضة.
وترتبط بحوث العلماء حول دور الجاذبية في الكون، كقوة مؤثرة على خاصية الكون ككل، وتعتبر نظرية النسبية العامة لأينشتين كأفضل نظرية مقدمة في علم الجاذبية إلى حدود اليوم، ولهذا يعتبر جزء كبير من بحوث علماء الفلك والكون أعمال على تطبيق نظرية أينشتين على الكون.
وعادة ما يتخصص في علم الكونيات عالم فلك أو عالم الفيزياء الفلكية الذين تكون تخصصاتهم في الطاقة العالية، والجسيمات الأولية «كفيزياء الجسيمات في علم الكونيات» وما إلى ذلك.. قبل أن تتمدد بحوثهم إلى علم الكونيات.

## المصطلح في لمحة تاريخية
تأتي كلمة كوزمولوجي cosmology الإنجليزية، من الكلمة الإغريقية كوسموس (κόσμος :cosmos) وتعني الكون واللاحقة لوجيا (λογια :logia) وتعني المحاضرة، وهي تلحق بمعظم الكلمات التي يراد لها أن تشير إلى العلم الذي يدرس هذه المواضيع.
و رغم حداثة هذا العلم من حيث تداخله مع الفيزياء الحديثة فإن جذوره تمتد إلى العصور القديمة بمعالجاتها الفلسفية والدينية الغيبية (ميتافيزيقية) لموضوع «أصل الكون والوجود».

## اقرأ أيضا
- كون
- ثقب أسود كوني
- علم الفلك
- خط زمني للانفجار العظيم
- الانفجار العظيم
- مصير كون يتمدد
- علم التاريخ النووي للكون

## وصلات خارجية
- مقالة من موقع ناسا بالعربي
- نظريات في علم الكون (تدوينة)